# Línea E4 (EMT Madrid)
La línea E4 (a efectos de numeración interna, 404) de la EMT de Madrid une el área intermodal de la Avenida de Felipe II con Valdebernardo (Vicálvaro).

## Características
La línea E4 forma parte de la subred de líneas exprés de la EMT de Madrid, que tienen en común sus pocas paradas y un recorrido mayoritariamente por autovías y plataformas habilitadas a tal efecto. Fue puesta en marcha el 24 de octubre de 2016 y utiliza el carril bus de la calle de O'Donnell, al igual que las líneas E2, E3 y E5.

### Frecuencias
| Lunes a viernes laborables |               |
| De 6:00 a 7:00             | 5-12 minutos  |
| De 7:00 a 21:00            | 5-10 minutos  |
| De 21:00 a 23:00           | 9-15 minutos  |
| Sábados laborables         |               |
| De 6:00 a 9:00             | 15-22 minutos |
| De 9:00 a 17:00            | 12-16 minutos |
| De 17:00 a 23:00           | 8-16 minutos  |
| Domingos y festivos        |               |
| De 7:00 a 10:00            | 14-25 minutos |
| De 10:00 a 23:00           | 12-16 minutos |

## Recorrido y paradas

### Sentido Valdebernardo
La línea inicia su recorrido en la calle de Goya con Fernán González y, a diferencia de las E2 y E3, continúa por ella hasta llegar a Doctor Esquerdo. Tras realizar una parada, gira a la izquierda para tomar la prolongación de O'Donnell, abandonando ésta en la salida a la calle Fuente Carrantona, girando a la derecha.
Después de atender mediante tres paradas a los barrios de Marroquina y Horcajo (Moratalaz), gira a la izquierda por la calle Hacienda de Pavones, pasando poco después en las dársenas del área intermodal de Pavones. Continúa por la Hacienda de Pavones hasta llegar al puente que atraviesa la M-40. Lo cruza y llega hasta el barrio de Valdebernardo (Vicálvaro). Una vez allí, se recorre el bulevar José Prat hasta llegar a la calle Cordel de Pavones, dónde está situada la cabecera. 
| Código | Parada                            | Común con             | Conexiones con Metro | Otros |
| ------ | --------------------------------- | --------------------- | -------------------- | ----- |
| 255    | FELIPE II (C/ Goya, 80)           | 30                    | Goya                 |       |
| 150    | Casa de la Moneda                 | 2 30 56 71 143 156 E5 | O'Donnell            |       |
| 5362   | Fuente Carrantona-José Bergamín   | 140                   |                      |       |
| 1059   | Fuente Carrantona-García Tapia    | 100 140               |                      |       |
| 1057   | Fuente Carrantona-Luis de Hoyos   | 100 140               |                      |       |
| 4371   | Pavones                           | 71                    | Pavones              |       |
| 4373   | Centro de Salud Pavones           | 8 71                  |                      |       |
| 3495   | José Prat-Ladera de Los Almendros | 8 71                  |                      |       |
| 1048   | José Prat-Indalecio Prieto        |                       |                      |       |
| 4586   | CORDEL DE PAVONES                 |                       |                      |       |

### Sentido Felipe II
El recorrido de vuelta es muy similar al de ida exceptuando que, en vez de girar por Doctor Esquerdo y Goya, continúa por O'Donnell y llega a la cabecera por la calle de Narváez.
| Código | Parada                            | Común con                  | Conexiones con Metro | Otros |
| ------ | --------------------------------- | -------------------------- | -------------------- | ----- |
| 4586   | CORDEL DE PAVONES                 |                            |                      |       |
| 1824   | Indalecio Prieto-José Prat        | 130                        |                      |       |
| 3496   | José Prat-Ladera de Los Almendros | 8 71                       |                      |       |
| 4374   | Centro de Salud Pavones           | 8 30 71                    |                      |       |
| 4372   | Pavones                           | 71                         | Pavones              |       |
| 1056   | Fuente Carrantona-Luis de Hoyos   | 100 140                    |                      |       |
| 1058   | Fuente Carrantona-García Tapia    | 100 140                    |                      |       |
| 5361   | Fuente Carrantona-José Bergamín   | 140                        |                      |       |
| 5620   | Metro O'Donnell                   | E2 E3 E5 Exprés Aeropuerto | O'Donnell            |       |
| 5619   | O'Donnell-Narváez                 | E2 E3 E5                   |                      |       |
| 2215   | Felipe II                         | 26 61 E5                   | Goya                 |       |
| 255    | FELIPE II (C/ Goya, 80)           | 30                         | Goya                 |       |

## Galería de imágenes

Mapa zonal de la estación de metro de Pavones con los recorridos de las líneas de autobuses, entre las que aparece el E4.